# مارغريت وارتون
مارغريت وارتون (بالإنجليزية: Margaret Wharton)‏ هي نحّاتة ورسامة أمريكية، ولدت في 1943، وتوفيت في 20 يناير 2014.